# 沈君谅
沈君諒（?—?），唐朝湖州武康县（今浙江省湖州市德清县武康镇）人，在唐睿宗第一次在位、武则天临朝期间，684年—685年担任宰相（同鳳閣鸞臺平章事）。
沈君諒任宰相之前和之后的经历几乎没有记载，《旧唐书》和《新唐书》一般有宰相的传，却都没有他的传。684年十月，时任右史（即起居舍人）的沈君諒和崔詧被太后武则天任命为正諫大夫（即谏议大夫，隶属于鸞臺-门下省），并同鳳閣鸞臺平章事，成为宰相。685年二月，沈君谅罢相。三月，崔詧罢相。之后，沈君谅的生平再无记载。